# Arden on the Severn, Maryland
Arden on the Severn, Maryland (енгл. Arden on the Severn) насељено је место без административног статуса у америчкој савезној држави Мериленд.

## Демографија
По попису из 2010. године број становника је 1.953, што је 18 (-0,9%) становника мање него 2000. године.
| Група             | 2000.         | 2010.         |
| Белци             | 1.848 (93,8%) | 1.832 (93,8%) |
| Афроамериканци    | 38 (1,9%)     | 23 (1,2%)     |
| Азијати           | 6 (0,3%)      | 14 (0,7%)     |
| Хиспаноамериканци | 34 (1,7%)     | 44 (2,3%)     |
| Укупно            | 1.971         | 1.953         |